# Costifrons rufibasis
Costifrons rufibasis là một loài tò vò trong họ Ichneumonidae.